# Thérèse de León (Reine de Navarre)
Pour les articles homonymes, voir Thérèse de León.
Thérèse de León, morte après septembre 957, fille du roi Ramire II de León et d'Adosinde de Gutiérrez, devient reine consort de Navarre en 943 en épousant García II de Navarre.
De cette union naissent deux enfants :
- Ramire, roi de Viguera ;
- Urraca de Navarre, future épouse du comte Ferdinand de Castille.